# دوستم بدار
«دوستم بدار» (به انگلیسی: Love Me Do) نام اولین تک‌آهنگ گروه بیتلز است که توسط مک کارتنی نوشته شده بود و لنون آن را کامل کرد.